# Little Pink

Flagge der Volksrepublik China

Little Pink (chinesisch: 小粉紅; pinyin: xiǎo fěnhóng) ist eine Bezeichnung für junge jingoistische Chinesinnen und Chinesen, die vor allem auf Social-Media-Seiten aktiv sind, darunter auch auf Plattformen wie Facebook, Instagram und X, die in ihrer Heimat gesperrt sind. Häufig handelt es sich um Personen mit relativ guter Ausbildung und hohem Sozialstatus, die nicht unbedingt im Mutterland China leben.

## Herkunft des Begriffs
Der Begriff „Little Pink“ spielt auf die farbliche Gestaltung der Startseite der Website Jinjiang Literature City (晋江文学城) an. In diesem hauptsächlich von Frauen genutzten Forum, auf dem eigentlich Liebesgeschichten geschrieben wurden, hatte eine Gruppe von Benutzern regelmäßig Kritik an Personen geübt, die negative Beiträge über die Volksrepublik China veröffentlichten. Für diese patriotischen Benutzer wurde zunächst innerhalb von Jinjiang Literature City die Bezeichnung „Jinjiang Girl Group Concerned for the Country“ oder auch „Little Pinks“ verwendet. Die pejorativ zu verstehende Bezeichnung wurde bald über die Grenzen dieses Forums hinaus für die nationalistische chinesische Jugend verwendet.

## Aktivitäten und Auswirkungen

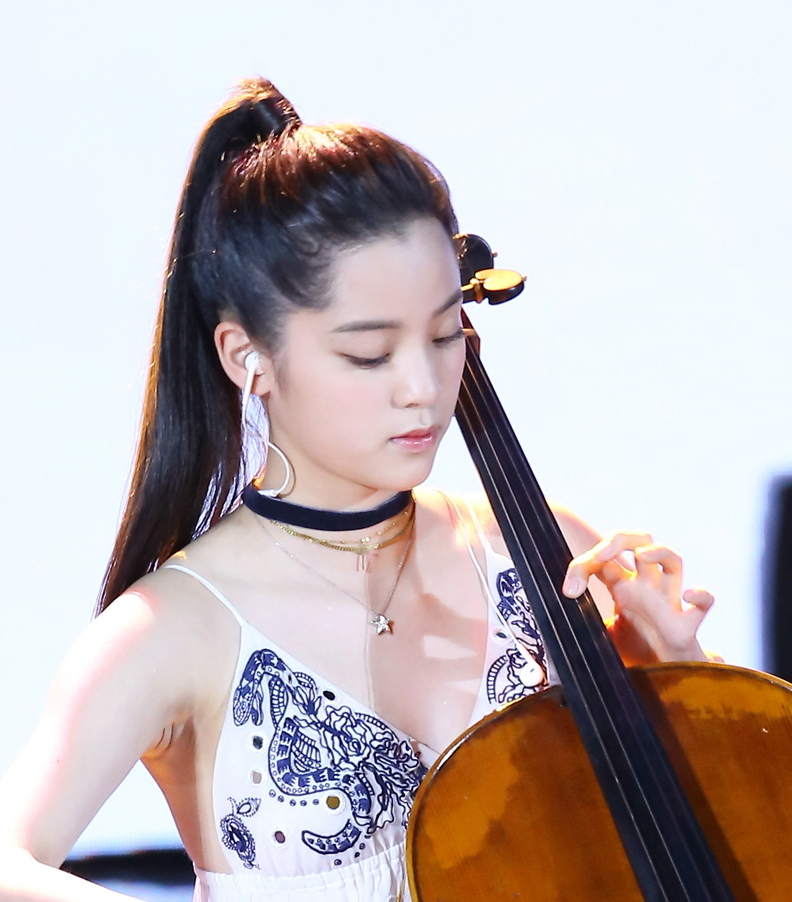
Die Cellistin Ouyang Nana gehörte zu den Opfern von Little-Pink-Kampagnen.

Vor allem nachdem 2010 der Kapitän eines chinesischen Fischerbootes von der japanischen Küstenwache festgenommen worden war, führte die irrationale Einstellung der Little Pinks zu einer Verschlechterung der chinesisch-japanischen Beziehungen sowohl auf wirtschaftlicher als auch auf politischer Ebene. Andere Nationen wurden z. B. nach der Ankündigung eines Schiedsgerichtsverfahrens im Konflikt um das Südchinesische Meer angefeindet. Darunter waren die USA, die Philippinen, wiederum Japan und Südkorea. In der Provinz Hebei protestierte eine Gruppe von Little Pinks vor einer KFC-Filiale und forderte zum Boykott dieser amerikanischen Kette auf. Mitunter zeigten sich die online agierenden chinesischen Nationalisten radikaler als die Zentralregierung ihres Landes. Peking hatte z. B. zwar den Besuch japanischer Politiker im Yasukuni-Schrein ebenso abgelehnt wie verstärkte Waffenverkäufe der USA an Taiwan. Der chinesische Mob allerdings wurde sogar gewalttätig und begann japanische Geschäfte zu verwüsten und japanische Autos zu beschädigen und anzuzünden. Daraufhin wurde er staatlicherseits zu einem ruhigen und vernünftigen Verhalten ermahnt. Als Nancy Pelosi im Jahr 2022 Taiwan besuchte, wurden im Internet Stimmen laut, die den Abschuss ihres Flugzeugs forderten.
Weitere Prominente wurden ebenfalls Opfer der digitalen Anfeindungen. Ouyang Nanas Instagram- und Facebook-Konten beispielsweise wurden mit Forderungen nach Entschuldigungen überflutet, nachdem Spekulationen aufgekommen waren, dass eines von Ouyangs Familienmitgliedern mit Taiwans Unabhängigkeitsbewegung zu tun hatte. Ouyangs Statement auf Sina Weibo, es sei völlig gleichgültig, ob jemand aus Hongkong, Taiwan oder Peking komme, man könne grundsätzlich als Chinese sein Land lieben, wurde allerdings von taiwanesischen Internetnutzern kritisiert.
Im Mutterland China sind laut dem People’s Daily Online Public Opinion Monitoring Center zahlreiche Little Pinks um die offiziellen Weibo-Konten der Kommunistischen Jugendliga aktiv. Sie leiten pro-chinesische Kommentare weiter und versehen sie mit Likes. Die offizielle Presse, darunter People’s Daily und Global Times, stimmt zumindest ihren gewaltfreien Ideen zu.
Zwar besteht der Verdacht, dass die Little-Pink-Bewegung staatlicherseits organisiert wurde, es fanden sich aber keine Beweise dafür, dass ihre Vertreter tatsächlich von Behörden angeleitet werden. Zahlreiche junge chinesische Internetnutzer fühlen sich mittlerweile verpflichtet, China online zu „verteidigen“. Diese Personen werden als Chinas „0-Cent-Armee“ bezeichnet, abgeleitet von der Bezeichnung „50-Cent-Armee“ für Internetkommentatoren, die laut VOA News für ihre Beiträge im Sinne der Kommunistischen Partei Chinas eine Bezahlung von der Regierung erhalten. Die ultrapatriotischen Aktivitäten der Little Pinks stehen mittlerweile in einer Wechselbeziehung zur offiziellen Politik Chinas: „Ten years ago nationalism didn’t have this momentum because it could be refuted on social media,“ wird Zhan Jiang, einst Professor für Journalismus an der Beijing Foreign Studies University, zitiert. „But in the past decade, with official support, in specific ways including censoring dissident comments, deleting posts, and organizing online commentators, the voice of nationalism has grown stronger.“
Viele „Little Pinks“ äußerten Zustimmung zum russischen Überfall auf die Ukraine im Februar 2022. Sie versuchten kriegs- und russlandfreundliche Stimmung zu verbreiten.

## Rezeption außerhalb der Volksrepublik China

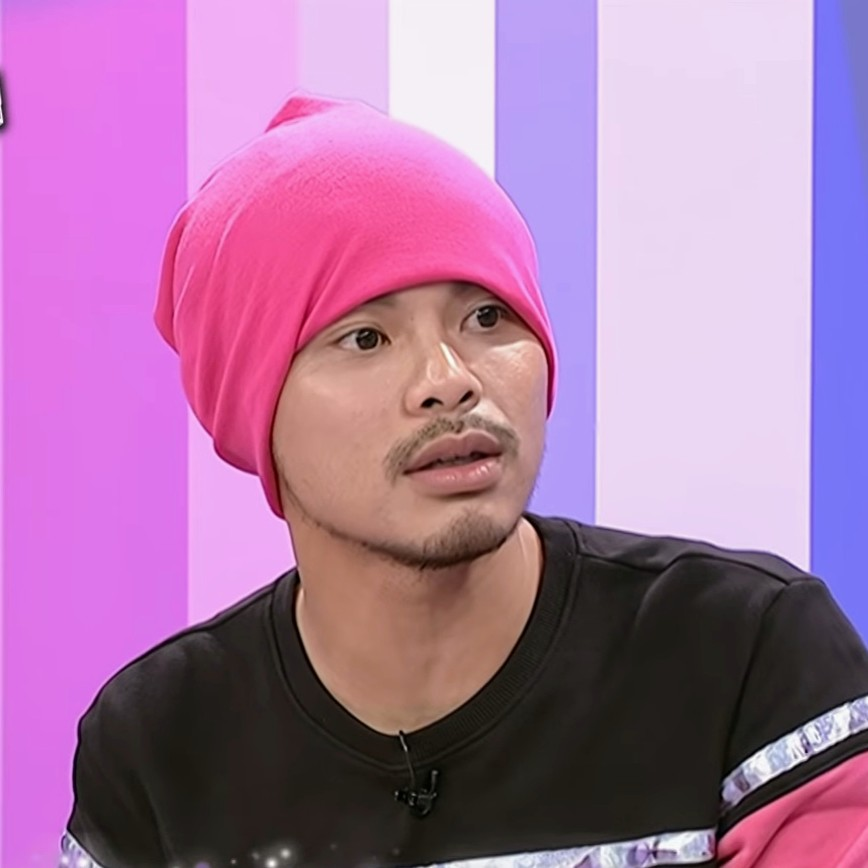
Namewee 2016

Der malaysische Popstar Namewee veröffentlichte im Oktober 2021 zusammen mit Kimberley Chen einen satirischen Song über die Little Pinks mit dem Titel Fragile (玻璃心). Er löste bei vielen Little Pinks Wut aus, veranlasste sie aber nicht zu selbstkritischem Nachdenken über die Probleme ihrer nationalistischen Denkweise. Nick Aspinwall hatte die merkwürdige Zwiegespaltenheit der Little Pinks, die einerseits häufig außerhalb des Mutterlandes lebten und dort gut verdienten, andererseits eine extreme Anhänglichkeit an ihr Regime zeigten, schon 2019 mit dem Stockholm-Syndrom verglichen. Nachdem Namewee und Chen auf den chinesischen Social-Media-Plattformen gebannt worden waren, erreichte Fragile auf YouTube innerhalb kurzer Zeit über zehn Millionen Aufrufe.